# Ореховое масло

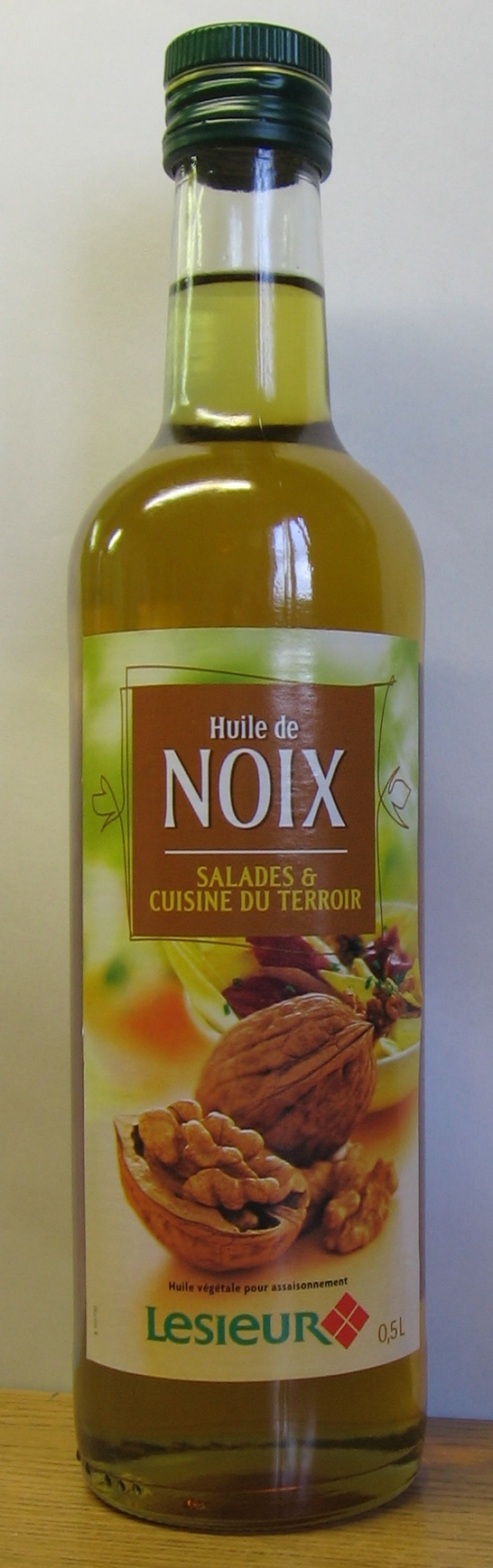
Ореховое масло

Ореховое масло (нем. Walnussöl, фр. huile de noix, англ. walnut oil) — жирное масло, получаемое из плодов грецкого ореха (лат. Juglans regia). После снятия с дерева орехи должны лежать 3-4 месяца, в течение которых они дозревают, и содержание масла в них увеличивается; свежие орехи содержат много млечного сока, который при прессовании смешивается с маслом; при слишком продолжительном сохранении содержащееся в орехах масло горкнет. При приготовлении масла орехи сначала разбивают, отделяют скорлупу, размельчают ядра, пропуская между вальцами или в толчее, и затем размельчённую массу подвергают прессованию сначала на холоде. Жмых от первого прессования опять размельчают, смачивают тёплой водой и снова прессуют, иногда при нагревании. При первом прессовании получают 30-35 % масла, при втором — 10-15 %. Ореховое масло содержит те же глицериды, как льняное (см. Маслобойное производство) и, кроме того, глицериды лавровой (C12H24O2) и миристиновой (C14H28O2) кислот. Масло, полученное прессованием при обыкновенной температуре, бесцветно или слабого зеленоватого цвета, весьма приятного вкуса; отпрессованное при нагревании, более окрашено и худшего вкуса. Плотность — от 0,925 до 0,927, температура затвердевания от −18 до −28 °C, коэффициент обмыливания 286 и йодное число 142—144; легко высыхающее масло; при сохранении горкнет. Употребляется как пищевое масло, причём по вкусу превосходит оливковое; в технике применяется для приготовления типографской краски и для мыловарения. Жмыхи, получаемые при добывании орехового масла, идут на корм скоту. Масло фальсифицируется в продаже прибавлением льняного.